# Barbara Lazović
Barbara (Varlec) Lazović, née le 4 janvier 1988 à Brezice, est une handballeuse slovène évoluant au poste d'arrière droite.

## Palmarès

### En club
compétitions internationales
- finaliste de la Ligue des champions en 2017 et 2018 (avec ŽRK Vardar Skopje)

compétitions nationales
- vainqueur du Championnat de Slovénie en 2008, 2009, 2011, 2012, 2013, 2014, 2023, 2024
- vainqueur de la Coupe de Slovénie en 2008, 2009, 2011, 2012, 2013, 2014, 2023
- vainqueur du Championnat de Croatie en 2010
- vainqueur de la Coupe de Croatie en 2010
- vainqueur du Championnat de Macédoine en 2015, 2016, 2017 et 2018
- vainqueur de la Coupe de Macédoine en 2015, 2016, 2017 et 2018
- vainqueur de la Coupe du Monténégro en 2020
- vainqueur du Championnat de Roumanie en 2021
- vainqueur de la Coupe de Roumanie en 2019, 2022